# Белый город (фестиваль)
Белый город — ежегодный фестиваль исторической реконструкции в пригороде Шебекино Белгородской области. Фестиваль создан клубом исторической реконструкции «Дружина» и проводится с 2006 года.
В рамках фестиваля проводятся групповые сражения, конкурс костюма, конкурс доспеха, турнир лучников, игры, выступление фолк-групп.
В фестивале 2013 приняло участие два десятка клубов военно-исторической реконструкции, 150 участников из разных городов России и Украины и несколько тысяч посетителей из различных городов России.
Участники представляли реконструированные костюмы и доспехи средневековых рыцарей периода XIII—XIV веков: русских, европейцев и золотоордынцев.